# Pratoni del Vivaro
I Pratoni del Vivaro sono un altopiano dei Colli Albani, nonché una frazione appartenente per metà al comune di Rocca di Papa e per metà al comune di Velletri, in provincia di Roma, nel Lazio.

## Geografia fisica

### Territorio
Sono posti ad una quota di circa 580 m s.l.m. delimitati a sud dal Monte Artemisio (939 m), a nord dal Maschio delle Faete (956 m) e dal Monte Cavo (949 m), le cime più alte dei Colli Albani.
Tra il 1936 ed il 1953 fu prosciugato un piccolo laghetto nella zona, chiamato Pantano della Doganella a causa della modesta profondità, e che si pensa fosse usato in epoca romana come vivaio ittico, tipico utilizzo delle risorse idriche da parte di questi ultimi.
Sono raggiungibili da sud da Artena, da nord da Grottaferrata attraverso la via Anagnina, da nord-est da Rocca Priora, da est salendo da Carchitti, da ovest da Velletri e Rocca di Papa attraverso la Strada statale 217 Via dei Laghi.

### Clima
Il clima dei Pratoni del Vivaro è caratterizzato da forte umidità e scarsa ventilazione ed è soggetto al fenomeno dell'inversione termica notturna in condizioni anticicloniche. Questo significa che tra il dì e la notte possono verificarsi escursioni termiche rilevanti. In inverno, a causa di questo fenomeno, la temperatura notturna può raggiungere molti gradi sotto lo zero. La neve è fenomeno frequente.

## Storia
La zona, delimitata dall'importante passo dell'Algido, fu un importante crocevia di movimenti umani sin dall'epoca arcaica, tanto da essere menzionata dagli storici Tito Livio e Dionisio di Alicarnasso.
L'Algido fu un avamposto degli Equi, alleati dei Volsci contro Roma, sin dal V secolo a.C.. Il toponimo utilizzato in passato fu con molta probabilità coniato per le caratteristiche climatiche particolarmente rigide del luogo. Gli stessi Tito Livio e Dionisio di Alicarnasso, insieme a Strabone ed Ovidio, affermarono inoltre che vi fosse un piccolo villaggio di nome Algidum, ma altri storici smentiscono categoricamente l'ipotesi, anche in virtù delle citate condizioni climatiche.
Una significativa scoperta archeologica è la “tomba della principessa” del Vivaro (Rocca di Papa), avvenuta nella seconda metà del secolo scorso in modo del tutto accidentale grazie a dei lavori in corso tra la zona “Colle dei Morti” e il piccolo lago “Il Pantano della Doganella”, ormai inesistente. In un primo momento sia il sarcofago (risalente al 720 a.C. circa – VIII secolo a.C.) sia gli oggetti contenuti al suo interno sono stati dispersi, per poi essere stati rinvenuti in un secondo momento (tra gli anni '70 e '80 del Novecento) grazie alle ricerche archeologiche di Bruno Martellotta e Franco Arietti (membri del Gruppo Archeologico Latino). Il sontuoso corredo femminile vanta di oggetti d’oro, di bronzo, d’argento, d’ambra, tra cui oggetti di mobilia e gioielli ornamentali.

## La frazione

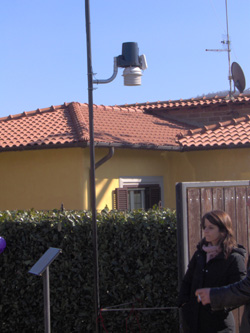
Stazione meteorologica "Edmondo Bernacca"

Nei Pratoni sorge una piccola frazione, Vivaro, abitata da circa trecento persone e nella quale è situato l'Osservatorio astronomico Franco Fuligni dove è stata installata una stazione meteorologica intitolata a Edmondo Bernacca.

## Il CONI e Vivaro
Nei territori del Vivaro, il Comitato Olimpico Nazionale Italiano ha istituito, nel 1959, un centro ippico, che venne usato per la prima volta durante le Olimpiadi Estive di Roma del 1960. Il centro è stato visitato anche dalla Regina Elisabetta II del Regno Unito ed è stato utilizzato per i Campionati europei di concorso completo 1995 e per quelli del 2007.